# به امید دیدار
به امید دیدار فیلمی از کارگردان ایرانی، محمد رسول‌اف است که در سال ۲۰۱۰ ساخته شده و در سال ۲۰۱۱ برای اولین بار منتشر شده‌است. این فیلم برندهٔ جایزهٔ بهترین کارگردان در بخش نگاه دیگر جشنوارهٔ کن ۲۰۱۱ شد.

## داستان
این فیلم داستان یک وکیل ایرانی را روایت می‌کند که برای دریافت روادید به منظور خروج از ایران تلاش می‌کند.

## جوایز
1. جایزهٔ نگاهی دیگر برای بهترین کارگردانی در جشنواره فیلم کن[۳]

## ممنوعیت خروج از کشور برای رسول‌اف
با وجود اینکه رسول‌اف برای شرکت در این جشنواره دعوت شده بود، به علت حکم ممنوع‌الخروج بودنش نتوانست در آن حضور یابد. این حکم چند روز پیش از شروع جشنواره لغو گردید ولی با توجه به اینکه وی می‌بایست از چند مرجع قانونی دیگر برای دریافت گذرنامه‌اش استعلام کند، امکان حضور پیدا نکرد.